# Олишва
Оли́шва — село в Зорянській сільській громаді Рівненського району Рівненської області України. Населення становить 203 особи.

## Географія
Село знаходиться на території Полісся в Рівненському районі Рівненської області. В населеному пункті є закинута Ферма та кладовище, село знаходиться на лівому березі річки Стубла. Найблища залізнична станція- Новостав (зупинний пункт), але нормальної дороги до нього немає. 